# Riisipere
Riisipere (tyska: Riesenberg) är en småköping (estniska: alevik) i Saue kommun i landskapet Harjumaa i nordvästra Estland. Orten har tidigare utgjort centralort i dåvarande Nissi kommun.

## Galleri

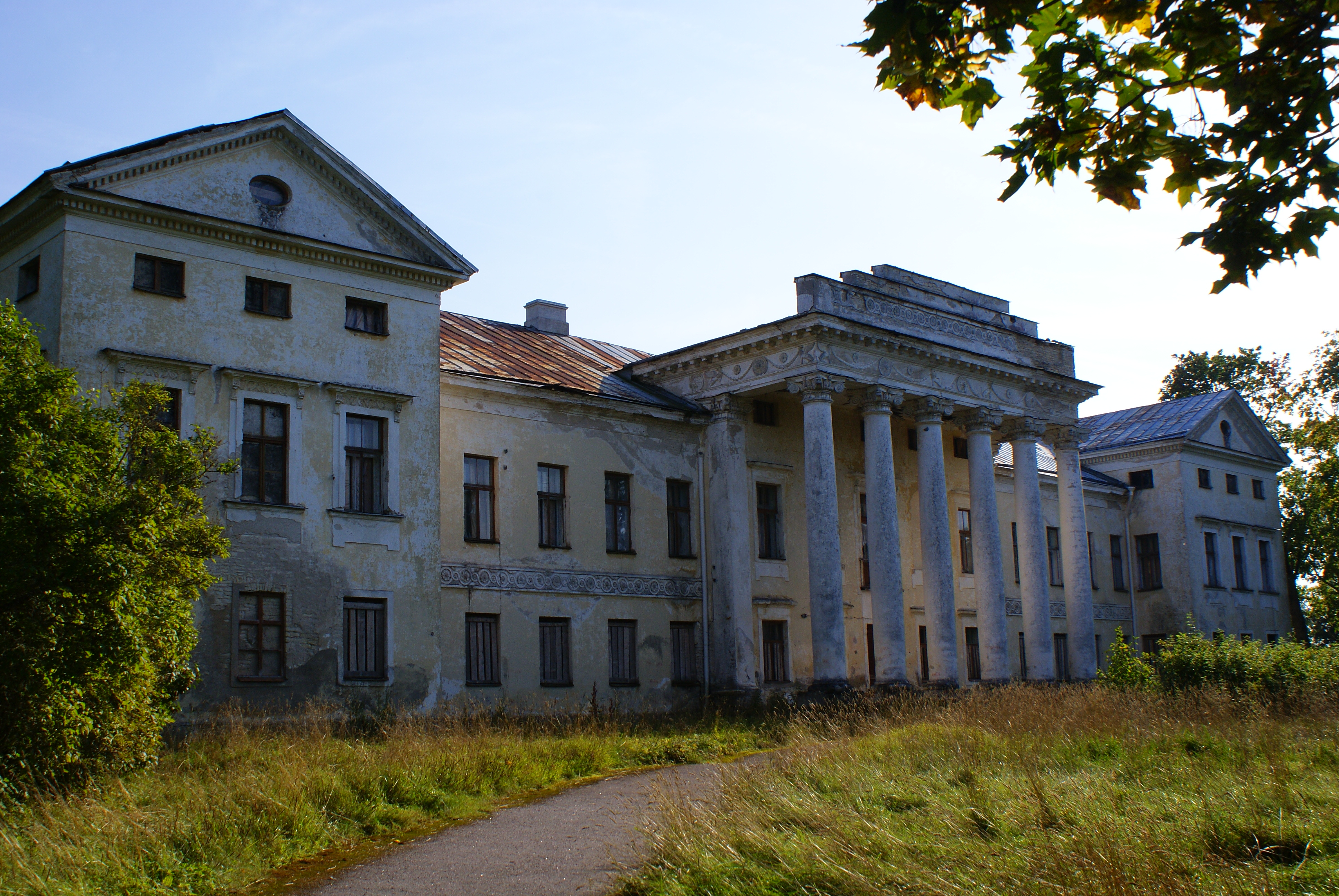
Riisipere herrgård
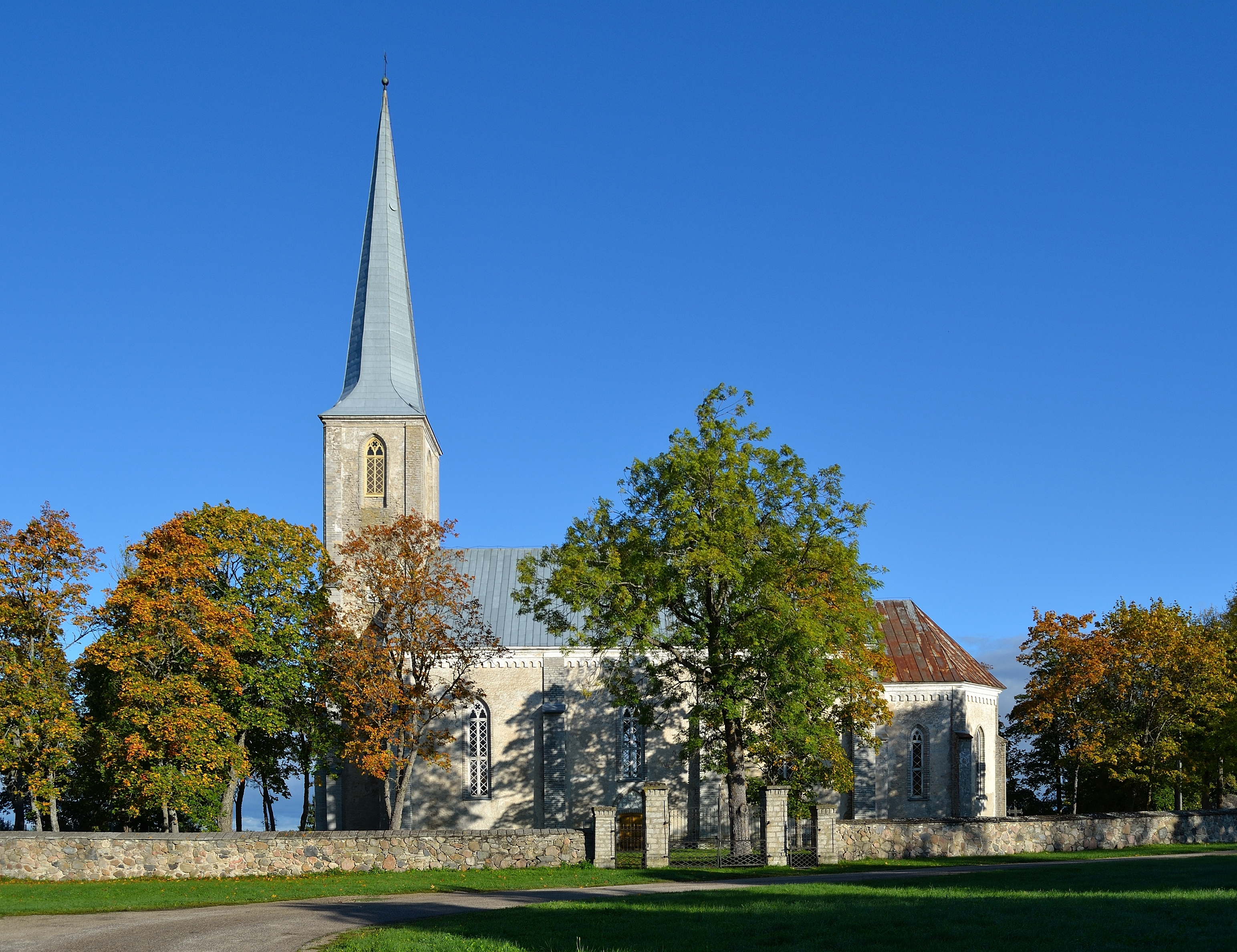
Nissi kyrka
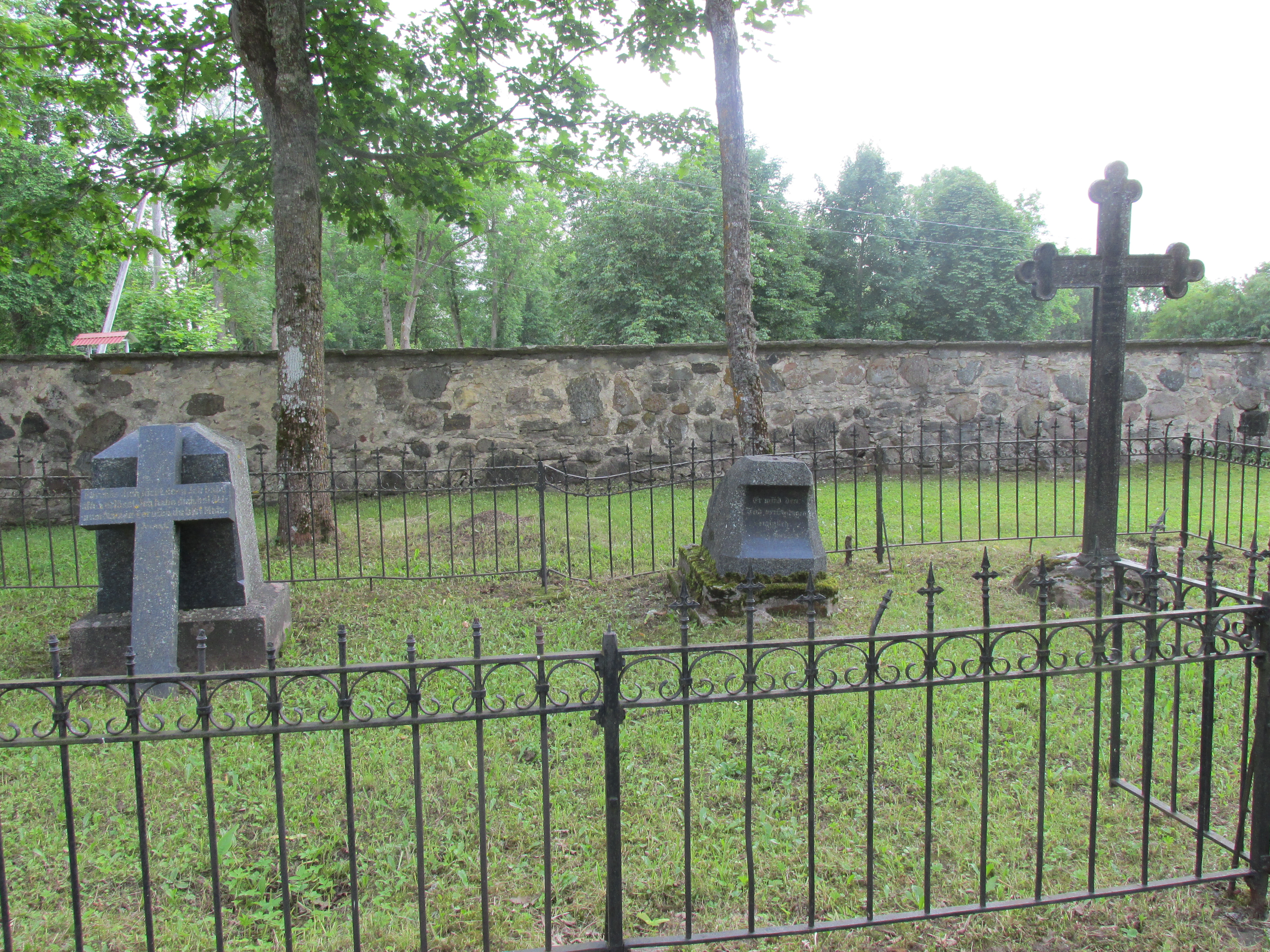
Nissi kyrkogård
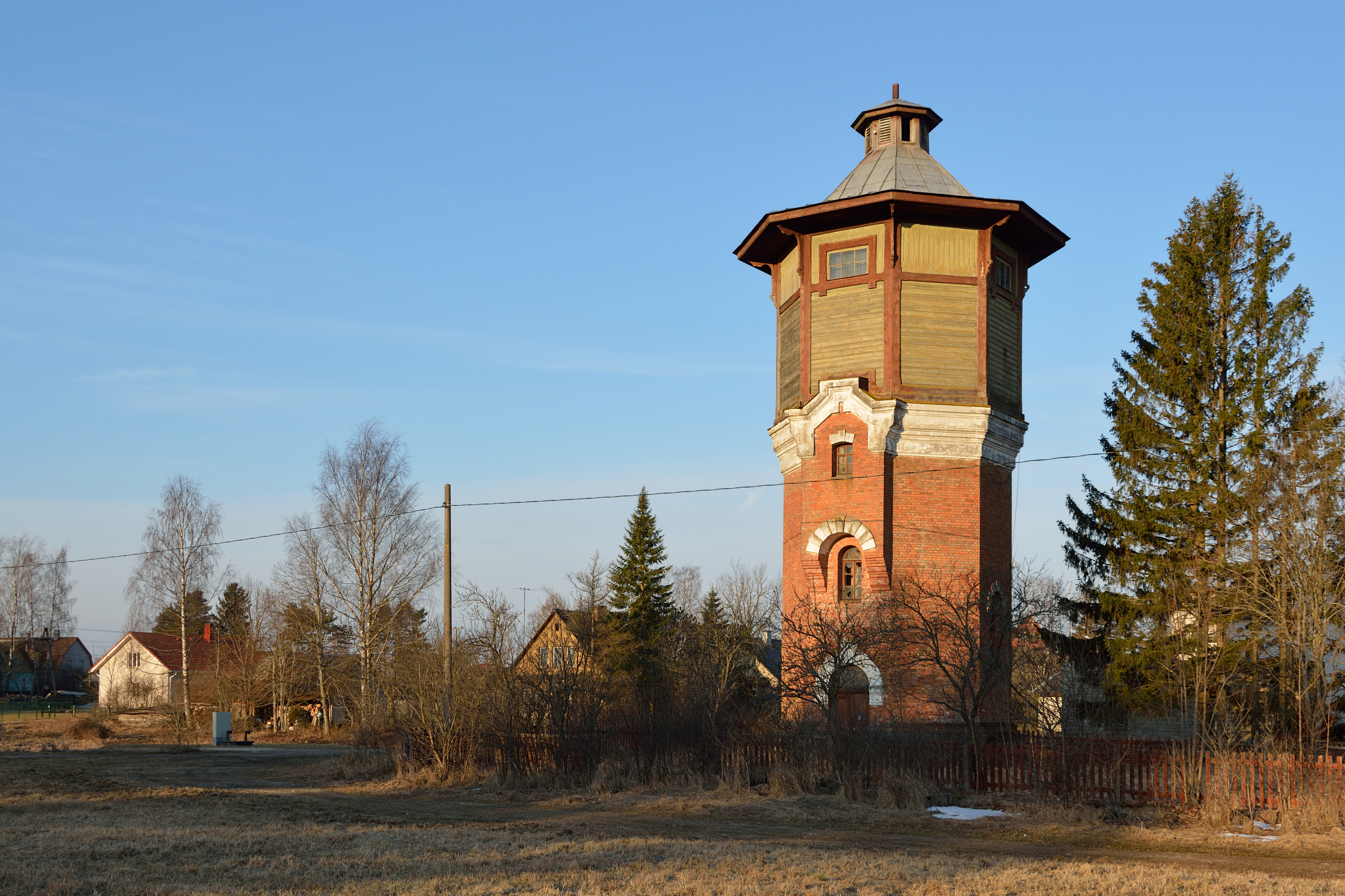
Vattentornet vid Riisipere järnvägsstation